# Daniel Dorsch
Daniel Dorsch (* 1968 in Rostock-Warnemünde) ist ein deutscher Tongestalter und Bühnenmusiker.

## Leben

### Ausbildung
Von 1975 bis 1985 besuchte er die polytechnische Oberschule. In dieser Zeit machte er von 1975 bis 1984 eine klassische Klavierausbildung und nahm Orgelunterricht bei Kirchenmusikdirektorin Ch. Werbs. Von 1986 bis 1988 nahm er Saxophonunterricht am Konservatorium Rostock. 1987 schloss er eine Glaserlehre ab. 1994 folgten Studien nordindischer klassischer Musik bei Debashish Sanyal und Tabla-Unterricht am Musik Center Ashram Benares in Indien.

### Musikerkarriere
Dorsch sang von 1974 bis 1986 im Jugend- und Kantoreichor Warnemünde. Seit 1990 beschäftigt er sich ausschließlich mit Elektronischer Musik.
Für die Weltausstellung Expo 92 in Sevilla, Spanien erstellte Dorsch die Toninstallation für die Rauminstallation „Orbit 2000“ von Yadegar Asisi. 1995 erfolgten erste Produktionen mit dem freien Ensemble Orphtheater in Berlin mit internationalen Gastspielen. 1996 folgte die Gründung der Stummfilmmusik-Band Tronthaim mit Sascha Moser. Gemeinsam traten sie national und international unter anderem in Berlin, Florenz, Riga, Lissabon, Oslo und Paris auf. Im Jahr 1997 spielte Dorsch als Gastmusiker bei der Band Madonna Hip Hop Massaker mit. Mit der Band hatte er unter anderem Auftritte bei Rock am Ring und dem Hurricane Festival. Im Folgejahr 1998 gründete er mit Louise Gold die Band Recorder. Gemeinsam spielten sie unter anderem auf der Expo 2000 in Hannover, einem Fête de la Musique in Istanbul und der „Forte“ in Riga. Das Duo war Gewinner des „Face-the-audience“-Contest der Meisel Musikverlage und der BMG.
Auf der weltgrößten Musikmesse Midem in Cannes, Frankreich, spielte Dorsch 2001 mit seinen Bands Tronthaim und Recorder.
Seit 2008 spielt Dorsch in der Band ALP, wo er Konrad Hempel ersetzte. Im Herbst 2010 erschien seine Solo-CD Tokio Diary auf dem Label Fortschritt-Musik. 2011 veröffentlichte das Projekt Tronthaim die CD Hauptstadt zum Stummfilm Berlin – Die Sinfonie der Großstadt aus dem Jahr 1927 des deutschen Filmregisseurs Walter Ruttmann. In größeren Zeitabständen wurde diese Vertonung (auch schon vor der CD-Veröffentlichung) immer wieder live zur Filmvorführung dargeboten. Gemeinsam mit Mattef Kuhlmay nahm Daniel Dorsch das Album Kippschwingungen von Frank Bretschneider auf. Das Album wurde 2012 veröffentlicht. Dorsch spielte 2013 als Keyboarder bei der Band HERR BLUM mit.
Er arbeitet mit dem Theaterregisseur Hans-Werner Kroesinger beim Stück Karlsruhe – Stadt der Gerechten zusammen. Weitere Zusammenarbeiten erfolgten mit den Theaterregisseuren Susanne Truckenbrodt, David Marton, Chris Kondek, Nora Busenius und Kevin Bartz. Dorsch erschuf Klanginstallationen und Bühnenmusik an Theaterhäusern wie den Kammerspielen in München, dem Theater Freiburg, dem Tiroler Landestheater Innsbruck, dem Staatstheater Stuttgart, dem Maxim-Gorki-Theater, dem HAU 2 und den Sophiensaele Berlin. Er verwirklichte elektronische Klangexperimente u. a. für die Expo in Sevilla und Hannover, das Hygienemuseum Dresden und das Bauhaus Dessau.
Dorsch lebt in Berlin.

## Diskografie (Auswahl)
Solo
- 2010: Tokio Diary (Fortschritt-Musik)

Madonna Hip Hop Massaker
- 2001: Heavy Rotation[9]

R. Friedl, B. Günter, M. Vorfeld
- 2004: Message Urgent[10]

Tronthaim
- 2011: Hauptstadt (Fortschritt-Musik)

Frank Bretschneider
- 2012: Kippschwingungen[11]